# Schafik Hándal
Schafik Jorge Hándal (Usulután, 14 ottobre 1930 – San Salvador, 24 gennaio 2006) è stato un rivoluzionario e politico salvadoregno.

## Biografia

### Primi anni
Maggiore di sei fratelli, nacque da Giries Abhallah Hándal e da Giamile Hándal, immigrati di origine palestinese che si trasferirono ad El Salvador per cercare fortuna. Hándal cominciò la sua carriera politica a 14 anni partecipando a delle manifestazioni contro la dittatura militare di Maximiliano Hernández Martínez, all'epoca presidente di El Salvador.
Nel 1949 si iscrive alla facoltà di giurisprudenza dell'università di San Salvador dove conosce un gruppo di ribelli marxisti ai quali si unisce: con essi viene condannato un anno dopo all'esilio, che decide di scontare in Cile. Torna nella sua patria nel 1957 e si laurea in legge quattro anni dopo.
Dal 1961 al 1963 fece parte del Fronte unito per l'azione rivoluzionaria (FUAR), un'organizzazione affine al Partito Comunista Salvadoregno (PCS) cui Hándal si iscrisse poco dopo. Nel 1964 alcuni esponenti del FUAR furono condannati a quattro anni di carcere per aver progettato un attentato dinamitardo contro una stazione di polizia: tra quelli riconosciuti colpevoli vi fu anche Hándal.

### Capo del PCS e della lotta armata
Nel 1969 il Partito Comunista Salvadoregno entrò in crisi poiché all'interno si formano tre correnti contrapposte: la prima desidera uno sganciamento del partito dall'ortodossia sovietica, la seconda propugna la lotta armata mentre la terza vuole far mantenere al partito lo status di movimento parlamentare. Come conseguenza di questa litigiosità, il segretario Salvador Cayetano Carpio si dimette: si apre una lotta al vertice che nel 1973 viene vinta propria da Hándal, esponente della 2ª mozione.
Hándal riesce a convincere il partito a boicottare le elezioni presidenziali del 1977 e di intraprendere la via della lotta aperta contro lo Stato: nel 1980 fonda con altri gruppi di estrema sinistra il Fronte Farabundo Martí per la Liberazione Nazionale (FMLN), che darà vita ad un'energica azione di guerriglia che si concluderà dopo 12 anni.
Nel 1992 il FMLN, che pur essendo stato vicinissimo alla vittoria non era riuscito a dare il colpo mortale all'esercito delle forze conservatrici, firmò gli accordi di pace di Chapultepec con l'esercito nazionale e di conseguenza divenne un partito politico in piena regola. Hándal, che inizialmente era scettico su questa mossa, preferì non candidarsi alle elezioni presidenziali del 1994 né a quelle del 1999, in cui i candidati del FMLN ottennero circa il 30% dei voti.

### La sconfitta alle elezioni e la scomparsa
In questo periodo Hándal aderì al movimento no-global e rimase affascinato dalla figura di Hugo Chávez, che partendo da una piattaforma simile alla sua era riuscito a diventare presidente del Venezuela: nell'estate del 2003 Hándal annuncia la sua candidatura alle elezioni presidenziali salvadoregne del 2004 e dichiara che, in caso di vittoria, farà entrare El Salvador nell'Alternativa Bolivariana per le Americhe in cui la nazione sarà alleata oltre che del Venezuela anche della Cuba di Fidel Castro, suo modello da sempre.
Nel suo programma politico-elettorale Hándal dichiara anche di voler andare contro la corruzione ed il capitalismo; di voler rendere pubblico e gratuito il sistema scolastico; di nazionalizzare tutte le imprese e di voler attuare una imponente riforma agraria per poter cancellare il potere assoluto dei grandi latifondisti.
Le elezioni presidenziali si svolgono il 21 marzo 2004: Hándal ottiene il 35,68% dei voti mentre il candidato delle destre Antonio Saca accumula il 57,71% dei consensi e viene eletto presidente al primo turno. Il candidato dell'estrema sinistra riconobbe la sconfitta, ma evitò di congratularsi pubblicamente con il vincitore.
Secondo Hándal l'Alianza Republicana Nacionalista candidò Saca non per le sue qualità ma per il suo essere giovane (al momento dell'elezione aveva appena compiuto 39 anni) che gli consentiva di sottrarre il voto di molti giovani al FMLN; inoltre Saca fu accusato dallo stesso Hándal di aver scelto come sua vice Ana Vilma de Escobar non per motivi meritocratici ma al solo fine di togliere il voto delle donne al FMLN. Hándal argomenta le sue tesi citando il risultato delle amministrative del 2003, in cui il FMLN divenne il primo partito del Paese ed ottenne la maggioranza relativa dei seggi in Parlamento.
Nel dicembre del 2004 fu impedito ad Hándal di recarsi negli Stati Uniti d'America. Il Comandante Simón (questo era il nome che aveva adottato durante la guerriglia) morì improvvisamente nel gennaio del 2006, al ritorno da un colloquio con il presidente boliviano Evo Morales, a causa di un infarto: si stava impegnando per la campagna elettorale delle elezioni amministrative, con l'FMLN che ottenne più voti ma meno seggi rispetto ai partiti conservatori.